# Mazeppa (Grandval)
 (janvier 2025).
La mise en forme du texte ne suit pas les recommandations de Wikipédia : il faut le « wikifier ».
Les points d'amélioration suivants sont les cas les plus fréquents. Le détail des points à revoir est peut-être précisé sur la page de discussion.
- Les titres sont pré-formatés par le logiciel. Ils ne sont ni en capitales, ni en gras.
- Le texte ne doit pas être écrit en capitales (les noms de famille non plus), ni en gras, ni en italique, ni en « petit »…
- Le gras n'est utilisé que pour surligner le titre de l'article dans l'introduction, une seule fois.
- L'italique est rarement utilisé : mots en langue étrangère, titres d'œuvres, noms de bateaux, etc.
- Les citations ne sont pas en italique mais en corps de texte normal. Elles sont entourées par des guillemets français : « et ».
- Les listes à puces sont à éviter, des paragraphes rédigés étant largement préférés. Les tableaux sont à réserver à la présentation de données structurées (résultats, etc.).
- Les appels de note de bas de page (petits chiffres en exposant, introduits par l'outil «  Source ») sont à placer entre la fin de phrase et le point final[comme ça].
- Les liens internes (vers d'autres articles de Wikipédia) sont à choisir avec parcimonie. Créez des liens vers des articles approfondissant le sujet. Les termes génériques sans rapport avec le sujet sont à éviter, ainsi que les répétitions de liens vers un même terme.
- Les liens externes sont à placer uniquement dans une section « Liens externes », à la fin de l'article. Ces liens sont à choisir avec parcimonie suivant les règles définies. Si un lien sert de source à l'article, son insertion dans le texte est à faire par les notes de bas de page.
- La présentation des références doit suivre les conventions bibliographiques. Il est recommandé d'utiliser les modèles {{Ouvrage}}, {{Chapitre}}, {{Article}}, {{Lien web}} et/ou {{Bibliographie}}. Le mode d'édition visuel peut mettre en forme automatiquement les références.
- Insérer une infobox (cadre d'informations à droite) n'est pas obligatoire pour parachever la mise en page.

Pour une aide détaillée, merci de consulter Aide:Wikification.
Si vous pensez que ces points ont été résolus, vous pouvez retirer ce bandeau et améliorer la mise en forme d'un autre article.
Pour les articles homonymes, voir Mazeppa.
Ne doit pas être confondu avec Mazeppa (Tchaïkovski).
Mazeppa est un opéra de Clémence de Grandval en cinq actes et six tableaux, sur un livret en français de Charles Grandmougin et Georges Hartmann, inspiré du poème narratif Poltava d'Alexandre Pouchkine et créé le 24 avril 1892 au Grand Théâtre de Bordeaux,.

## Historique
Clémence de Grandval compose sa dernière grande oeuvre avec cet opéra dont l'histoire est inspirée par le personnage historique Ivan Mazepa, militaire cosaque. L'oeuvre est saluée par la presse en des termes plutôt élogieux, tels que ceux de La Gironde : « Ce soir, au Grand-Théâtre, deuxième représentation de Mazeppa, l’opéra de Mme de Grandval, dont la première a obtenu samedi dernier un si brillant, un si éclatant succès. Tout, en effet, concourt dans cette belle œuvre à la rendre attrayante. La musique en est variée, tour à tour rêveuse et énergique […] Tout le monde voudra donc entendre Mazeppa ; tout le monde voudra goûter le charme qui s’exhale des principaux morceaux de la partition ». Le correspondant à Bordeaux du Figaro écrit dans le numéro du 25 avril 1892 un article repris dans le Ménestrel du 1er mai et qui souligne : « Le livret de Mazeppa est d’un style absolument littéraire et très poétique ; quant à la musique, elle est une œuvre de science longuement étudiée avec des parties d’une inspiration mélodique exquise. ».
Contrairement à ses précédents opéras, La Pénitente, à l’Opéra-Comique en 1868 pour 13 représentations, et Les Fiancés de Rosa, au Théâtre Lyrique en 1863 pour 7 représentations, Mazeppa n'a pas accès aux scènes parisiennes du vivant de la compositrice. Il est en revanche reprogrammé à Bordeaux l’année suivant sa création. Et il n'a jamais non plus, par la suite, les honneurs de la capitale, connaissant seulement quelques reprises à Anvers, Marseille, Montpellier et Dijon, avant la mort de la compositrice. Il sombre alors dans l'oubli tandis que l'opéra éponyme de Tchaikovski, Mazeppa composé dix ans plus tôt, poursuit sa carrière.
Les deux opéras s'inspirent du récit contenu dans le poème de Pouchkine mais Clémence de Grandval en tire une oeuvre centrée sur les rivalités amoureuses entre les personnages, à la manière du Grand opéra français alors que Tchaikovski s'intéresse davantage au contexte historique dans la tradition de l'opéra russe.
En 2021, la troupe suédoise du Den Andra Operan présente l'oeuvre dans le cadre d'un séminaire consacré aux femmes compositrices entre 1600 et 1900. Les chanteurs, Tessan-Maria Lehmussaari, Wiktor Sundqvist, Helgi Reynisson et Staffan Liljas, sont accompagnés par une formation chambriste.
Et c'est une coproduction entre le centre du Palazzetto Bru Zane qui enrichit ainsi d'un dixième titre sa série Opéra français et le Müncher Rundfunk Orchestre, qui organise une version concertante le 19 janvier 2025 au Prinzregententheater de Munich, sous la direction de Mihhail Gerts, avec Nicole Car, Julien Dran et Tassis Christoyannis. Le concert sera enregistré et édité par PBZ. Dans son article sur ce concert, le magazine Diapason souligne : « l’utime opéra de Clémence de Grandval est traversé par le grand souffle du drame héroïque. Il renaît à Munich, porté par un Orchestre de la Radio de Munich superlatif et un cast très investi. » tandis que le Giordano della musica souligne l'événement par ce titre « A Monaco l’altro Mazeppa » (à Munich, l'autre Mazeppa).

## Rôles, tessitures et artistes de la Première
| Rôle | Voix    | Distribution à la première du 24 avril 1892 à Bordeaux sous la direction musicale de Charles Haring |
| --- | ------- | --------------------------------------------------------------------------------------------------- |
| Matréna | Soprano | Georgette Bréjean-Gravière (ou Silver)                                                              |
| Mazeppa | Baryton | Maurice Devriès                                                                                     |
| Iskra | Ténor   | Dupuy                                                                                               |
| Kotchoubey | Basse   | Silvestre                                                                                           |
| L'archimandrite | Baryton | Albert                                                                                              |
| Nobles, Guerriers, Bourgeois et Paysans d'Ukraine, Officiers et Soldats Ukrainiens et Suédois, Jeunes Filles, Bourgeoises et Paysannes d'Ukraine                 |         | |
| Chœur : Seigneurs et dames de la cour de Portugal, soldats et matelots portugais, soldats et femmes arabes, membres de l'inquisition, hommes et femmes du peuple |         | |

Mise en scène de M. Georges Nerval.

## Argument

### Acte I
En Ukraine, dans la steppe
En Ukraine, dans la steppe, Mazeppa est étendu seul près de son cheval mort. Matréna, apeurée par ses cris, se précipite pour aider l’inconnu et le soigner. Quand sa bienfaitrice lui annonce qu’il est en Ukraine, il a peur d’être entouré d’ennemis, mais elle le rassure. Kotchoubey, père de Matréna et chef Ukrainien, demande à l’inconnu de se présenter et de conter ses mésaventures. Mazeppa raconte qu’il vient de Podolie, où il menait une belle vie jusqu’à ce que la jalousie d’un rival chamboule tout. Une nuit, il fut de force attaché à ce cheval et lancé en direction du désert. Le cheval galopa jour et nuit jusqu’à ce que des Polonais s’attaquent à eux.
Le chef invite Mazeppa à se joindre à eux dans leur lutte contre les Polonais. Mazeppa accepte et offre sa force et sa jeunesse. Kotchoubey va même jusqu’à demander à Mazeppa de prendre sa place à la tête de la troupe. Il se sent trop vieux : « Je ne suis plus le guerrier robuste à l’invincible vigueur » et il croit que le jeune homme leur a été envoyé par les Cieux/Dieu. Certains soldats, dont Iskra, s’étonnent qu’une telle responsabilité soit confiée à un étranger. Mazeppa accepte et s’engage à honorer cette mission, mais Iskra promet de se venger.

### Acte II

#### Tableau 1 – Dans la maison de Kotchoubey
Matréna et d’autres jeunes Ukrainiennes prient la Madone de les protéger et de les aider « pour nos chagrins, pour nos amours, pour la patrie ». A part, Matréna consacre une prière à Mazeppa : « Fais qu’il revienne triomphant, le guerrier que j’adore, et dont me vient ma peine ». Entre Kotchoubey qui fait part à sa fille de ses espoirs en Mazeppa et de l’honneur pour un chef de pouvoir donner sa vie pour son peuple. Cela effraie la jeune femme, qui veut que son bien-aimé revienne vivant. Air de Matréna, mélange de souvenirs d’enfance et rêves pour l’avenir. Arrive Iskra qui lui annonce la victoire des troupes contre les Polonais, victoire qui ouvre pour lui la perspective d’un mariage et d’une vie heureuse avec elle. Matréna le repousse fermement : « Je t’aimais comme un frère, / Je t’aime encore ainsi !  ». Iskra suppose qu’un autre amour a pris place dans son coeur, mais Matréna nie jusqu’à ce que le soldat lui annonce la mort de Mazeppa au combat. A l’écoute de cette nouvelle, Matréna est tout à coup angoissée, désespérée et son émotion trahit ses sentiments. Des chants au loin crient au triomphe de Mazeppa, Matréna comprend la supercherie d’Iskra. Le guerrier se promet d’entraver cet amour.

#### Tableau 2 – La place de Poltova
Grand cortège. Tout le monde acclame Mazeppa, qui libère le peuple Ukrainien. Air de Mazeppa : « Salut, salut, ô peuple bien aimé », au cours duquel il se dévoile à Matréna :« au milieu des périls je te voyais sans trêve, et tes regards profonds, charmants comme un beau rêve, m’ont aidé, tu le sais, à revenir vainqueur ». La foule continue la célébration et le cortège se dirige vers l’église.
Iskra reste seul et se lamente sur son sort : il perd celle qu’il aime pour la voir dans les bras de celui qu’il hait. Paraît Kotchoubey, à qui le jeune soldat confie sa double peine : Mazeppa lui vole sa bien-aimée tout en vendant sa patrie. Iskra lui dit en effet savoir que le nouveau chef Mazeppa a prévu une alliance avec le roi de Suède pour faire tomber le Tzar. Le vieux chef est profondément outré. Iskra a fait mouche.
Iskra tente de mettre le peuple en garde contre Mazeppa. La colère est immédiate, la foule se révolte, mais le chef réussit à retourner la situation et regagne la confiance du peuple. Il saisit ce moment pour demander l’exécution d’Iskra, mais Matréna intercède en sa faveur et obtient sa liberté. La foule continue à acclamer Mazeppa tandis qu’Iskra et Kotchoubey redoutent les événements à venir.

### Acte III
Le jardin de Kotchoubey
La nuit, dans le jardin de Kotchoubey, Mazeppa attend la venue de sa bien-aimée.
Air de Mazeppa qui exprime ses sentiments pour Matréna et ses inquiétudes quant à Iskra, qui a su lire en lui et deviner ses projets. La jeune femme arrive. Duo de déclaration d’amour. Soudain, naît la folle idée de s’enfuir tous les deux à travers le désert loin de tout mais, interrompus par l’arrivée d’Iskra et Kotchoubey, les amoureux se cachent et assistent à l’échange entre les deux hommes. Kotchoubey envoie Iskra dénoncer la trahison du jeune chef au Tzar. Mazeppa nie les faits, et Matréna le croit et le rassure : « je t’appartiens, avec toi je veux vivre et mourir s’il le faut !  ». Il pousse la question plus loin : qui choisirait-elle de son père ou de son amant, si une situation imposait de prendre position ? Subjuguée et perdue, la malheureuse jure d’être fidèle à Mazeppa et part avec lui.

### Acte IV
Au palais de Batourine
Au palais de Batourine, grande fête. Les guerriers et les seigneurs trinquent aux amours et à la liberté. Les jeunes femmes qui escortent Matréna, lui adressent un chant: « Loin de la steppe en fleurs et de ton vert village, as-tu trouvé le vrai bonheur ? ». Matréna, troublée, veut danser.
Divertissement : constitué de cinq danses : Entrée, Mazurka, Danse ukrainienne, La Niéga et Final
Au loin résonne une marche funèbre. Matréna s’élance en direction des voix et reconnaît son père dans le cortège. Folle de rage contre Mazeppa, elle demande la libération de Kotchoubey. Son père intervient. Il ne veut aucune grâce, préfère mourir en soldat et il maudit sa fille: « Que sur toi retombe mon sang ! ». Matréna défaille pendant que Mazeppa se riant du vengeur divin envoie le vieux chef au supplice. Entre Iskra avec des ordres du Tzar : c’est la fin du règne de Mazeppa, il doit se rendre. L’Archidiacre fait exécuter les ordres du maître et maudit Mazeppa au nom du Seigneur. Le peuple en chœur maudit le chef déchu. Matréna demande le pardon, mais ne l’obtient pas. Elle s’évanouit.

### Acte V
La Steppe
Dans la steppe, le soir, Mazeppa erre seul depuis trois jours, repoussé de tous, en ce même lieu où il avait été sauvé par Matréna et adopté par les Ukrainiens. La voix de Matréna se fait entendre, elle chante la chanson des jeunes femmes, d’une voix hésitante et troublée. Elle s’approche de l’homme sans le voir. Il l’interpelle, mais elle ne le reconnait pas, jusqu’à ce qu’il dise son nom. « Toi le traitre, l’infâme !  », c’est avec fureur que la jeune femme l’accable et le maudit. Désespéré, il s’approche d’elle et chercher à l’étreindre, mais c’est trop tard. Matréna se dégage, vacillante et se sent soudain appelée par Dieu. Elle meurt, laissant Mazeppa seul, maudit de tous.

## Orchestration
La partition indique : Cordes, Flûtes, Piccolos, 2 Hautbois, Cor anglais, Clarinette en si bémol, Saxophone alto en mi bémol, 4 Bassons, Cor en ut, Cor en fa, Trompettes en fa, Pistons en si bémol, 1er, deuxième et troisième Trombone, Tuba, Timbales en sol et do, Grosse Caisse, Cymbales, Triangle, deux Harpes, tambour militaire, Tambour de basque, Cloches, Canon et Grand Orgue (les trois derniers sur la scène).